# Nozawa Reon
Nozawa Reon (sinh ngày 21 tháng 7 năm 2003) là một cầu thủ bóng đá người Nhật Bản.

## Sự nghiệp câu lạc bộ
Nozawa Reon hiện đang chơi cho FC Tokyo.